# Henry Fairfield Osborn
Aquest autor és citat en taxonomia animal amb el nom «Osborn».
Henry Fairfield Osborn (8 d'agost del 1857 – 6 de novembre del 1935) fou un geòleg, paleontòleg i eugenecista estatunidenc.

## Biografia
Nasqué a Fairfield, a l'estat de Connecticut, i estudià a la Universitat de Princeton. Fou professor d'anatomia comparada a Princeton des del 1883 fins al 1890. El 1891 esdevingué professor de biologia a la Universitat de Colúmbia, passant a ensenyar zoologia el 1896.
Fou president de l'American Museum of Natural History entre el 1908 i el 1935, període al llarg del qual acumulà una de les col·leccions de fòssils més notables del món. El seu mentor fou el paleontòleg Edward Drinker Cope. També fou un dels cofundadors de la Save-the-Redwoods-League el 1918.
Osborn dirigí diverses expedicions de cerca de fòssils al sud-oest dels Estats Units, començant amb una als estats de Colorado i Wyoming el 1877. Descrigué i donà nom a Ornitholestes el 1903, Tyrannosaurus rex el 1905, Pentaceratops el 1923, i Velociraptor el 1924. Algunes de les seves contribucions són menys cèlebres: la creença d'Osborn en la idea actualment descreditada de l'ortogènesi n'és una, i la seva promoció de l'eugènesi, l'altra.
Osborn escrigué un llibre influent, The Age of Mammals ("L'edat dels mamífers", 1910). També fou autor de The Origin and Evolution of Life' ("L'origen i l'evolució de la vida", 1916).
Fou pare del conservacionista i naturalista Henry Fairfield Osborn, Jr (15 de gener del 1887 - 16 de setembre del 1969).